# Заполе (Серадзький повіт)
Заполе (пол. Zapole) — село в Польщі, у гміні Бжезньо Серадзького повіту Лодзинського воєводства.
Населення — 434 особи (2011).
У 1975-1998 роках село належало до Серадзького воєводства.

## Демографія
Демографічна структура станом на 31 березня 2011 року:
|          | Загалом | Допрацездатний вік | Працездатний вік | Постпрацездатний вік |
| -------- | ------- | ------------------ | ---------------- | -------------------- |
| Чоловіки | 204     | 43                 | 149              | 12                   |
| Жінки    | 230     | 37                 | 144              | 49                   |
| Разом    | 434     | 80                 | 293              | 61                   |